# Dahuk (province)

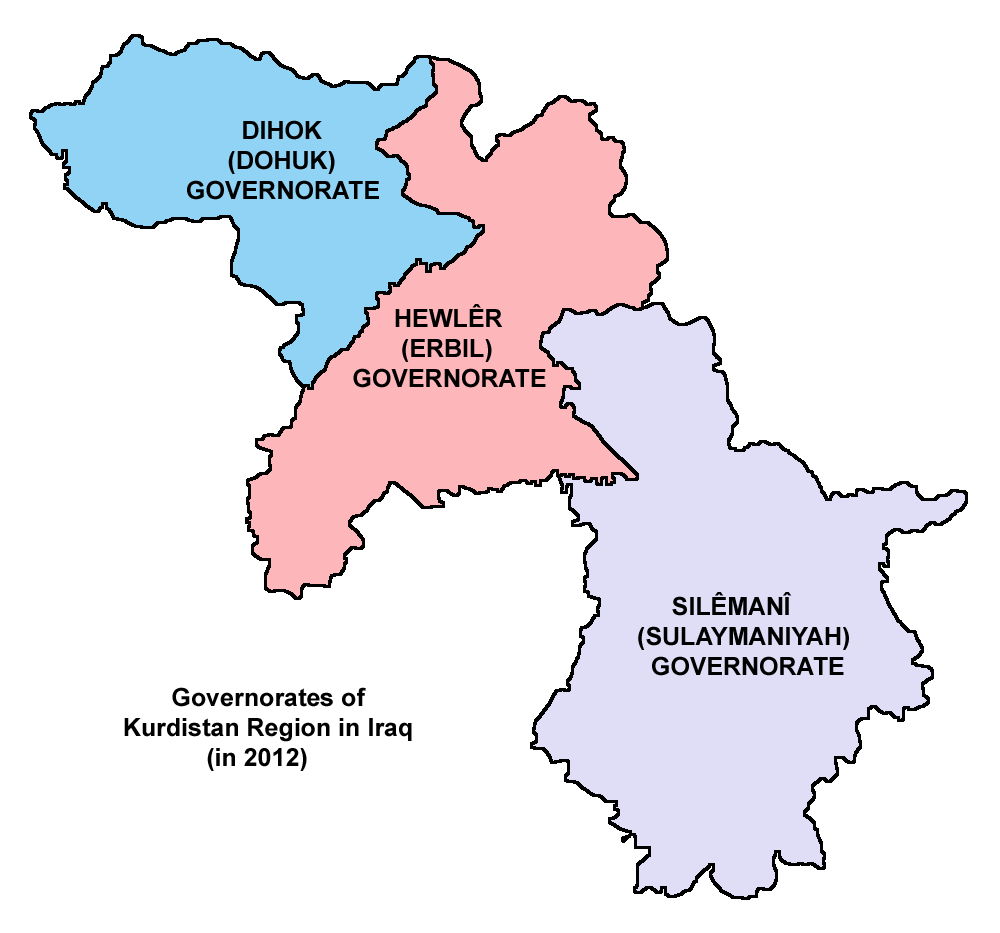

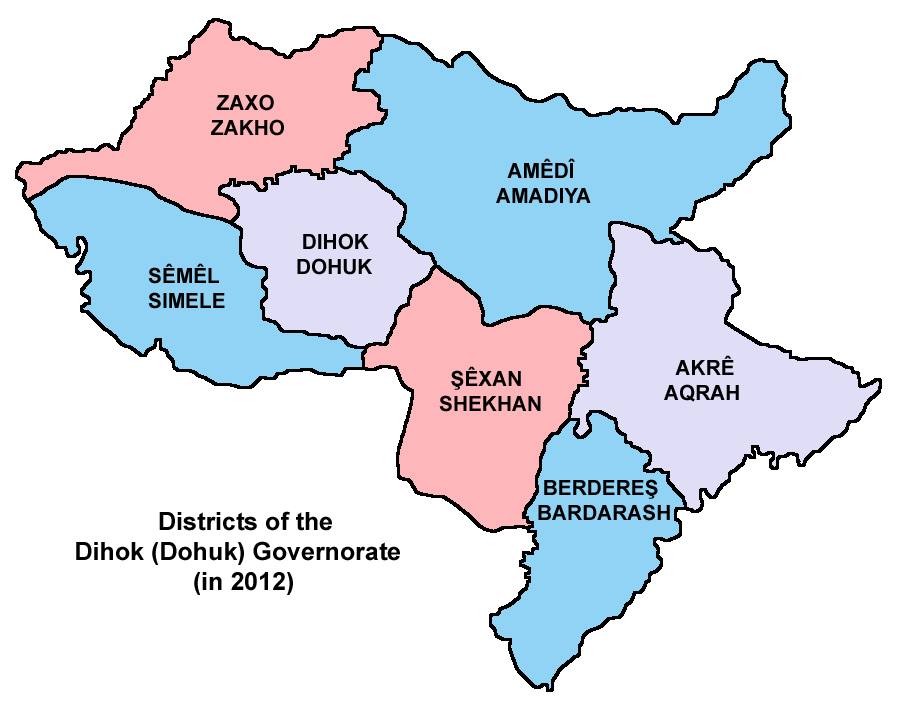

La province de Dahuk ou Duhok ou Nohadra est une des 19 provinces d'Irak, faisant partie de la Région autonome du Kurdistan.
Avant 1976, la province faisait partie de la province de Mossoul.

## Histoire
Pendant la guerre du Golfe en 1991, la ville de Dahûk a été vidée de sa population par les armées de Saddam Hussein.

## Géographie
La population de la province est d'ethnie kurde et pratique la langue kurde, il y a une minorité syriaque. La province fait partie de la région autonome du Kurdistan irakien.
Zaxo constitue un point de passage vers la Turquie. La province est très montagneuse. 

## Districts
| District   |          | Capitale   |          |
| ---------- | -------- | ---------- | -------- |
| Dahuk      | دهوك     | Dahuk      | دهوك     |
| Al-Amadiya | العمادية | Al-Amadiya | العمادية |
| Zakhu      | زاخو     | Zakhu      | زاخو     |
| Sumayl     | سميل     | Sumayl     | سميل     |

### Sources
- (en) Cet article est partiellement ou en totalité issu de l’article de Wikipédia en anglais intitulé « Dohuk Governorate » (voir la liste des auteurs).